# Živinice, Kneževo
Živinice är ett samhälle i Bosnien och Hercegovina.   Det ligger i entiteten Republika Srpska, i den centrala delen av landet, 110 km nordväst om huvudstaden Sarajevo. Živinice ligger 778 meter över havet och antalet invånare är 3 718.
Terrängen runt Živinice är kuperad. Närmaste större samhälle är Skender Vakuf, 6,4 km söder om Živinice. 
I omgivningarna runt Živinice växer i huvudsak blandskog. Runt Živinice är det ganska tätbefolkat, med 67 invånare per kvadratkilometer.